# Last One on Earth
Last One on Earth — студийный альбом нидерландской группы Asphyx, выпущенный в октябре 1992 года.
Last One on Earth записан и сведен в Harrows Studios в Голландии. В 2006 году альбом подвергся ремастерингу и был дополнен композициями с демо Crush the Cenotaph 1989 и Promo 1991 года.

## Список композиций
1. «M.S. Bismarck» — 5:03
2. «The Krusher» — 5:52
3. «Serenade in Lead» — 3:28
4. «Last One on Earth» — 7:10
5. «The Incarnation Of Lust» — 4:47
6. «Streams of Ancient Wisdom» — 3:36
7. «Food for the Ignorant» — 4:49
8. «Asphyx (Forgotten War)» — 5:26
9. «Crush the Cenotaph» [3:55]
10. «Rite of Shades» [3:08]
11. «The Krusher» [5:58]
12. «Evocation» (live) [5:38]
13. «Wasteland of Terror» (live) [2:49]
14. «The Sickening Dwell» (demo) [3:59]
15. «Conjuration of Choronzon» (Evocation) (demo) [5:10]
16. «Diabolical Existence (demo)» [3:35]

C 9го по 16й — треки добавленые в переиздании 2006 года.

## Участники записи
- Martin van Drunen — вокал
- Eric Daniels — гитара
- Bob Bagchus — барабаны
- Ron Van Pol — бас-гитара